# Alphonse Bertillon
Alphonse Bertillon ([bertijon], 24. dubna 1853 Paříž, Francie – 13. února 1914 Paříž) byl francouzský antropolog, policejní důstojník, který založil kriminalistickou metodu (bertillonáž) pro evidenci a identifikaci pachatelů založenou na antropometrii, umožňující registraci pachatelů podle jedenácti tělesných měr.

## Životopis
Otcem Alfonse Bertillona byl Louis Adolf Bertillon, lékař, který dlouhá léta vedl svoji praxi a po pádu císařství se stal generálním inspektorem státních dobročinných zařízení. Stal se jedním ze zakladatelů pařížské antropologické školy a v roce 1876 získal v tomto oboru profesuru. Zároveň se proslavil i jako statistik, když v roce 1874 vypracoval demografické schéma obyvatelstva Francie. Vliv na mladého Bertillona neměl patrně jen otec, ale i strýc, matematik Achille Guillard. Od raného dětství trpěl zažívacími potížemi, chronickým krvácením z nosu a častými návaly migrén. Byl natolik nemuzikální, že během vojenské služby měl problém rozeznat jednotlivé signály vydávané trubkou. Aby nemusel sledovat, jak reagují ostatní, naučil se tóny počítat. Studia medicíny opustil, aniž by je dokončil.
Když ani v 26 letech neměl pořádné zaměstnání, zařídil mu otec roku 1879 místo pomocného písaře identifikačního oddělení pařížského policejního ředitelství.

### Rodinný život
Alfons Bertillon byl ženatý, podle úmrtního oznámení bezdětný.

## Dílo (kriminalistika)
Bertillon stál na začátku vědy zvané kriminalistika, neboť tehdejší postupy závislé na schopnostech a zkušenostech vyšetřovatelů byly jeho zásluhou postupně nahrazeny vědeckými metodami. Do služeb kriminalistiky se jeho zásluhou dostala věda. Některé jeho inovace, jako standardizované fotografování pachatelů nebo systematické zdokumentování místa zločinu fotografií se používají v policejní práci dodnes.

### Počátky
Úkolem mladého Bertillona na policejním ředitelství bylo přepisovat popisy zločinců sestavené policejními komisaři. Každý dopadený zločinec měl totiž založenou identifikační kartu s popisem jeho osoby. Ovšem, jak prohlásil policejní ředitel: „Má to jednu vadu. Popisy zločinců se hodí prakticky na každého druhého Francouze.“
Bertillon se místo přepisování lístků snažil vymyslet systém, který by popis převedl na jasné nezaměnitelné údaje. Rozhodl se vybrat na lidském těle soubor prvků, které se u dospělého člověka nemění a které bude možno snadno změřit. Nejnáročnější bylo zvolit ony prvky a pak si ověřit na náhodném vzorku, zda jsou údaje neopakovatelné. Nejprve zkoumal v muzeích a antropologických sbírkách kosterní pozůstatky, ale to nestačilo. Potřeboval vzorek zadržených, který by mohl změřit. Nadřízení se však k jeho činnosti nestavěli s pochopením. Byly to podle nich hračičky, které jej pouze zdržovaly v práci. Bertillon využil toho, že se pořizovaly daguerrotypické snímky zadržených, a při tom prováděl svá měření. Dne 20. února roku 1883 předvedl strážník zadrženého muže, který tvrdil, že se jmenuje Dupont. Když Bertillon porovnal lístky v kartotéce a prohlásil: „Jste tu podruhé. Poprvé jste byl zatčen v prosinci minulého roku, jenže tehdy jste se jmenoval Martin,“ zatčený se doznal. O den později se o případu Dupont – Martin rozepsaly noviny a Bertillonovo jméno a metoda se rozletěly do světa.

### Bertillonova metoda
Alfons Bertillon zavedl antropometrii jako identifikační systém ve Francii, kde bylo provedeno 600 000 měření. Výsledky se zanášely na antropometrické karty, které se řadily podle délky hlavy do tří tříd. K nim byla později přiložena fotografie a otisky čtyř prstů. Otisky prstů se později staly znaky postačujícími k identifikaci, které vytlačily složitá antropometrická měření. Proto se nesplnilo očekávání, že se Bertillonova metoda rozšíří po celém světě a stane se všeobecným systémem.
Zásluhou Alfonse Bertillona bylo, že rozpoznal význam přesného popisu pro kriminalistiku a to, že založil svým systémem „portrait parlé“ (hovořící portrét) – jakýsi technický slovník k popisování osob, který svou jednoduchostí a všeobecným rozšířením umožnil popsat lidskou fyziognomii tak, aby každý rys a každá markantnost mohla být přesně označena a popis vyvolal přesnou představu o popisované osobě.
Po dosažení dostatečného počtu karet se metoda uplatnila při identifikaci neznámých mrtvol s kriminální minulostí. Identifikační systém zločinců zdokonalil Bertillon tím, že k identifikačním kartám přikládal fotografie zločinců, které byly zhotoveny „jednotným postupem“ – za stejných světelných podmínek, ze stejné vzdálenosti a ze dvou stran, z profilu a zpředu („en face“). K tomuto účelu také navrhl a zkonstruoval speciální židli, jejíž základní princip se používá dodnes. V mnoha případech doplňoval identifikační karty tzv. „sektorálními“ snímky, které zachycovaly detaily zločincova obličeje (nos, uši, zvláštnosti obličeje). Tato část identifikačního systému byla využitelná i pro další pátrání po zločincích. Bertillon také položil základy k „soudní fotografii místa činu“.

### Bertillon v čele identifikační služby
Po pěti letech od prvního úspěchu, 1. února 1888, byla zřízena „policejní identifikační služba“, v jejímž čele stanul Alphonse Bertillon. Ještě téhož roku se mu podařilo včlenit do identifikační služby i fotografický ateliér s policejními fotografy, které musel přeškolit. Fotografové totiž do té doby přistupovali k fotografování zločinců jako k fotografování uměleckému. Rovněž stanovil zásady pro fotografování místa činu. Zakrátko byla každá francouzská policejní stanice vybavena pomůckami pro antropometrii a fotografování. V průběhu krátké doby získal Bertillon nejen evropský věhlas, ale antropometrie a „portrait parlé“ byly zaváděny i v jiných zemích včetně tehdejšího Rakouska-Uherska (1898).[zdroj?]

### Bertillonovy omyly
Bertilon se dopustil i několika profesních chyb a omylů. V roce 1894 vypukla špionážní Dreyfusova aféra se silným protižidovským kontextem. Bertillon vystoupil před soudem jako znalec v oboru, jemuž nerozuměl, v písmoznalectví. V chybném posudku „ztotožnil písmo špiona“ s písmem kapitána francouzského generálního štábu Alfreda Dreyfuse. Dreyfus, který byl židovského původu, byl poté odsouzen k vyhnanství na tzv. Ďábelský ostrov (Îles du Salut) a až po 12 letech byl v plném rozsahu rehabilitován. Bertillon však nikdy svou chybu neuznal. Dokonce ani tehdy, když mu krátce před smrtí chtělo ministerstvo vnitra udělit další, tentokrát jedno z nejvyšších státních vyznamenání, po kterém Bertillon celý život toužil. Vyznamenání podmíněné uznáním omylu nedostal. Stejně tak odmítal uznat novou, tehdy nastupující a dodnes fungující a uznávanou identifikační metodu – daktyloskopii.
Bertillonova metoda analýzy písma byla v roce 1904 analyzována renomovanými matematiky (Henri Poincaré, Jean Gaston Darboux a Paul Émile Appell), kteří ji shledali zcela chybnou.

## Význam Bertillonova díla
Alphonse Bertillon je prvním mužem v dějinách kriminalistiky, který využil vědeckých poznatků k identifikaci člověka a prvním průkopníkem kriminalistické fotografie. Je také prvním zakladatelem kriminalisticko-technické laboratoře na světě.

## Ocenění
- Alphonse Bertillon byl rytířem Čestné legie (1894), obdržel řadu dalších vyznamenání, včetně zahraničních.
- V sídle pařížské policie na Zlatnickém nábřeží (Quai des Orfèvres) je pro veřejnost přístupný Sál Alphonse Bertillona.

## Inspirace v umění
- Doylův Sherlock Holmes zmiňuje Bertillona jako experta dvakrát (v Psovi baskervillském a v Námořní smlouvě)
- Arsène Lupin autora Maurice Leblanca využívá v povídce Útěk Arsène Lupina nedostatky Bertillonových antropometrických metod k tomu, aby unikl.
- Bertillonův systém využívá i detektiv Murdoch v britsko-kanadském kriminálním seriálu Případy detektiva Murdocha.
- Bertillonovo zavedení antropometrie je zpracováno ve třetím díle českého televizního seriálu Dobrodružství kriminalistiky.

## Galerie

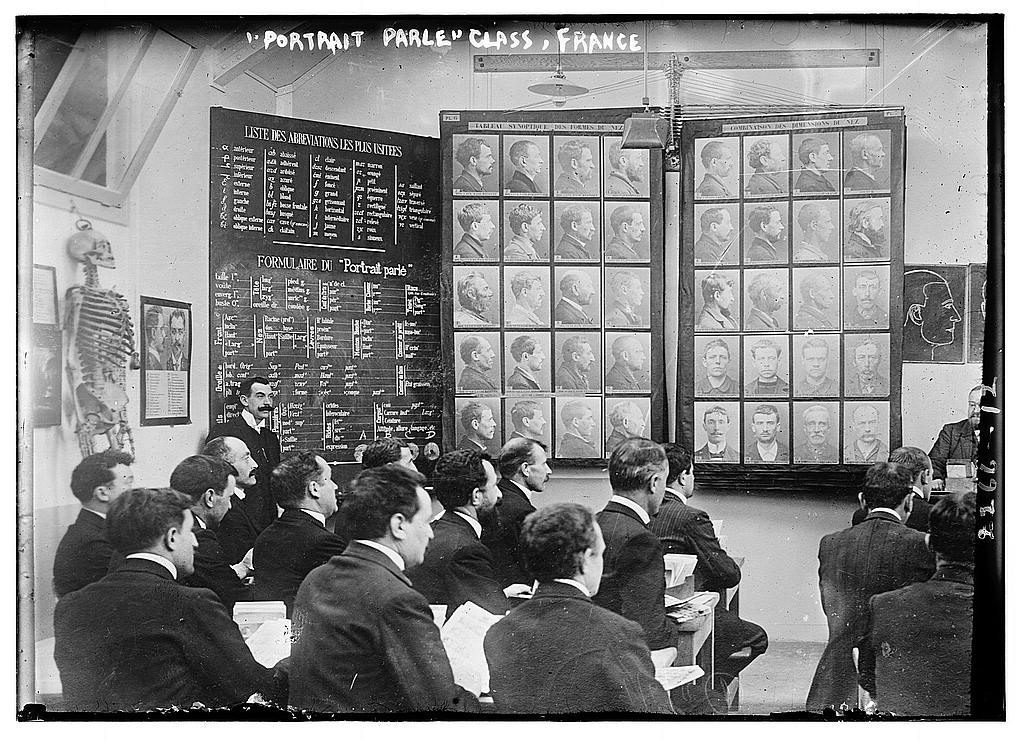
Výuka Bertillonova systému, Francie, 1911
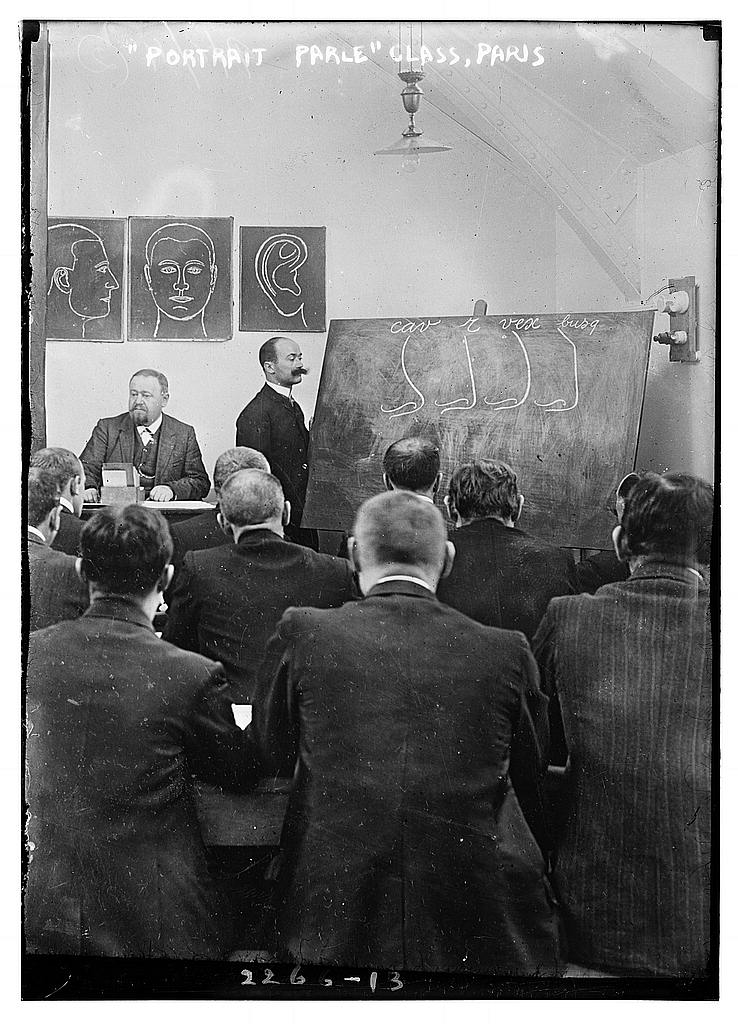
Výuka Bertillonova systému, Francie, 1911
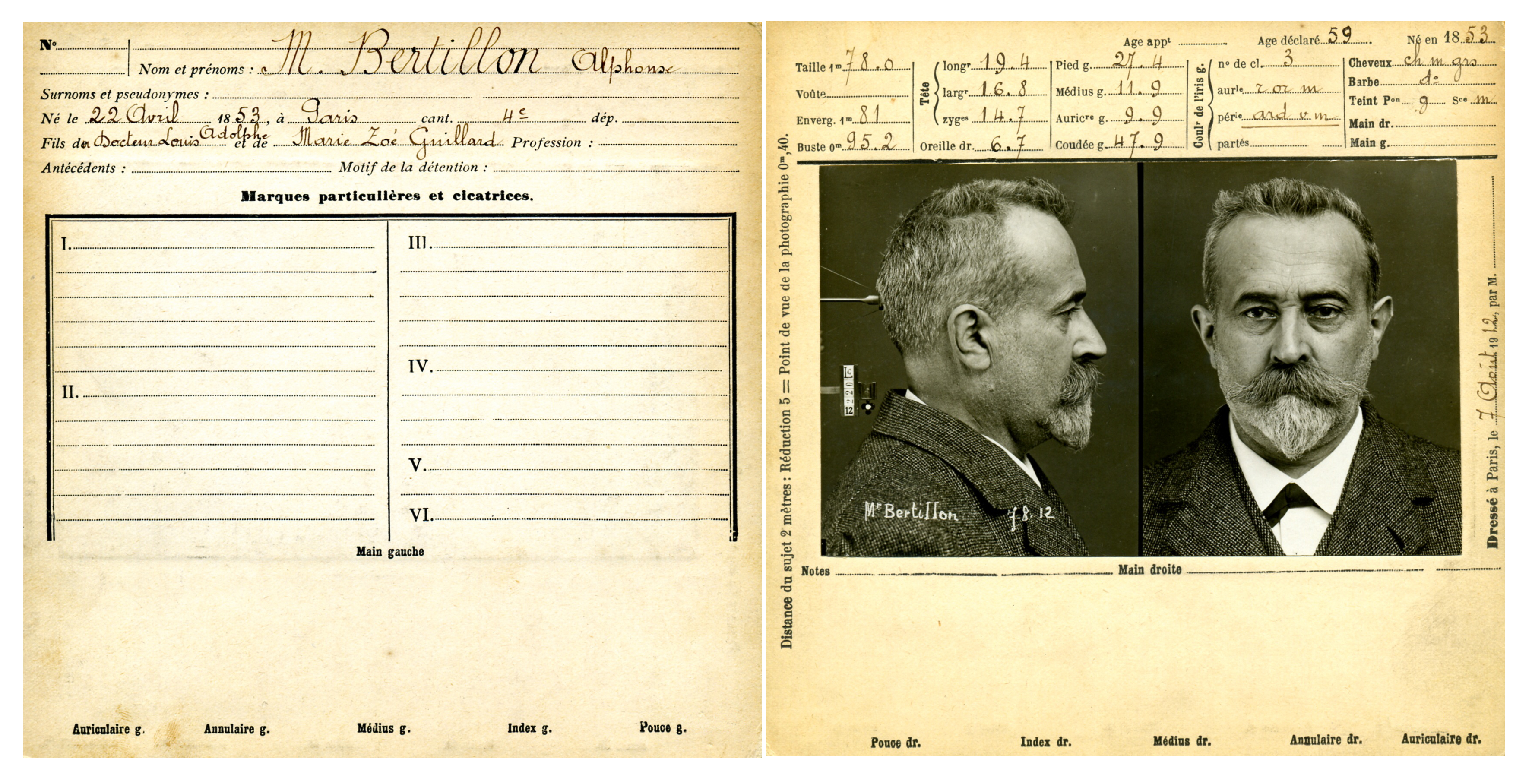
Anthropometrická technická specifikace Alphonse Bertillona
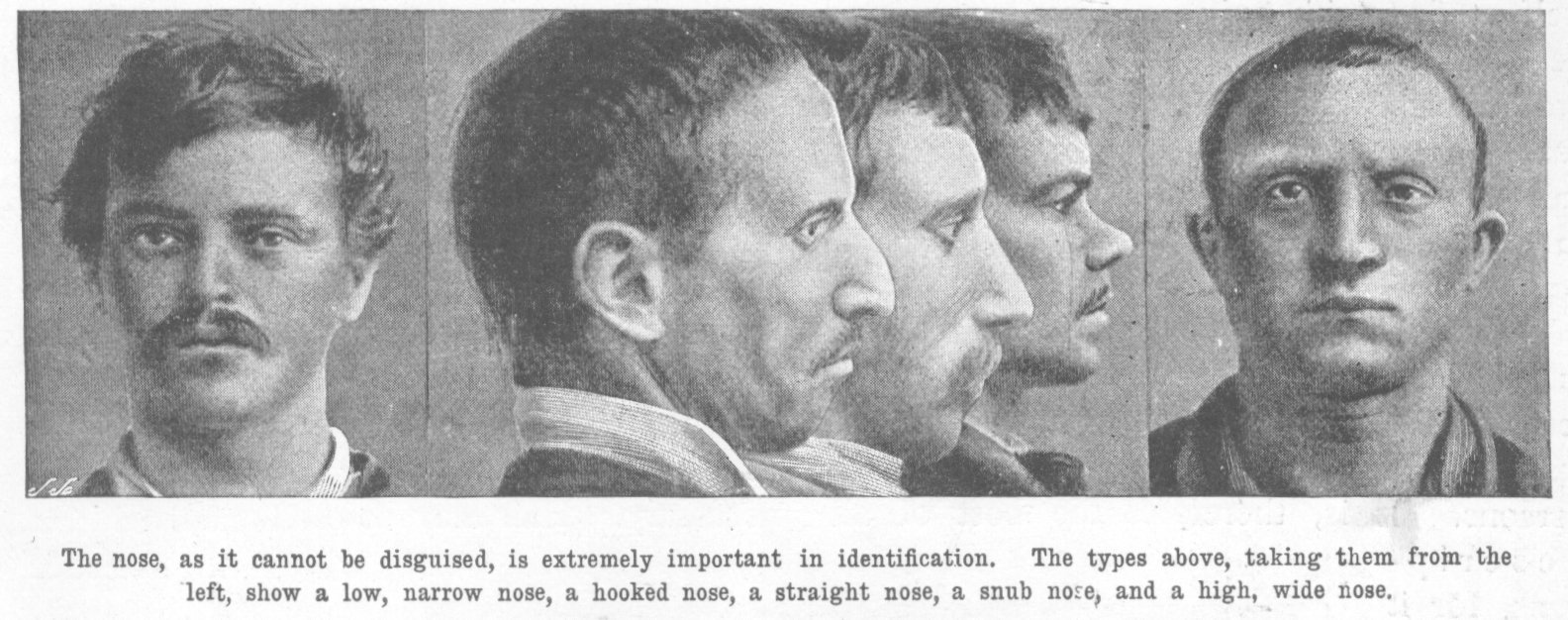
Ilustrace z „The Speaking Portrait“ (Pearson's Magazine, Vol XI, leden-červen 1901) demonstrující principy Bertillonovy anthropometrie
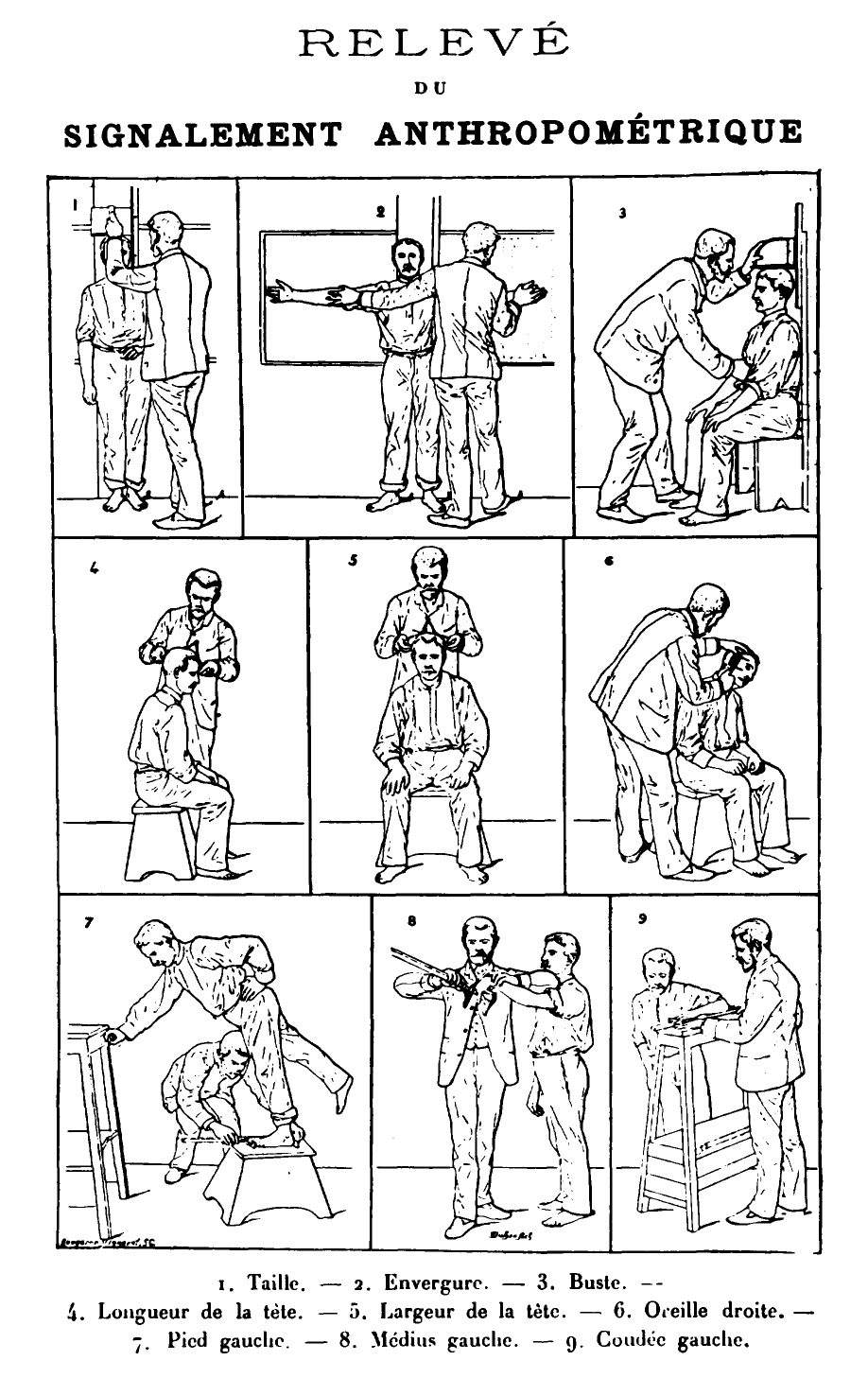
Frontispis z Bertillonovy Identification anthropométrique (1893), demonstrující měření potřebná pro jeho anthropometrický identifikační systém
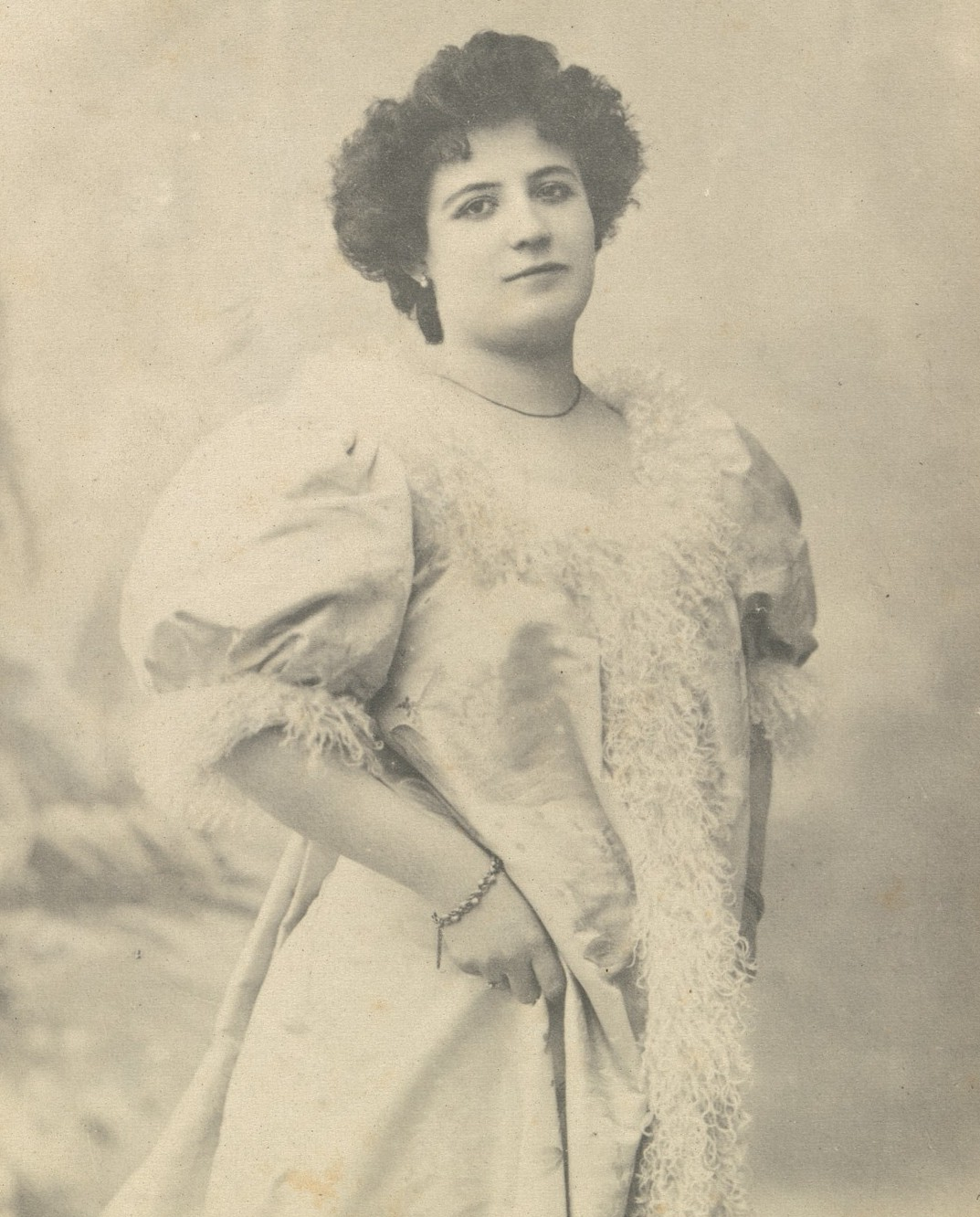
Julia Guillemot, před 13. květnem 1903, Album of Paris Crime Scenes
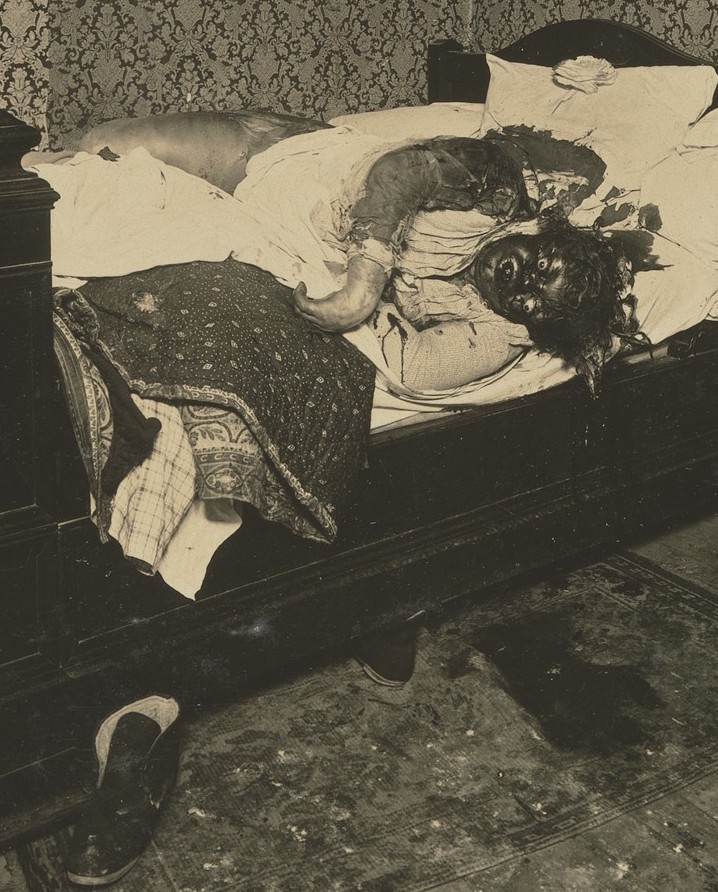
Julia Guillemot, 13. května 1903, Album of Paris Crime Scenes
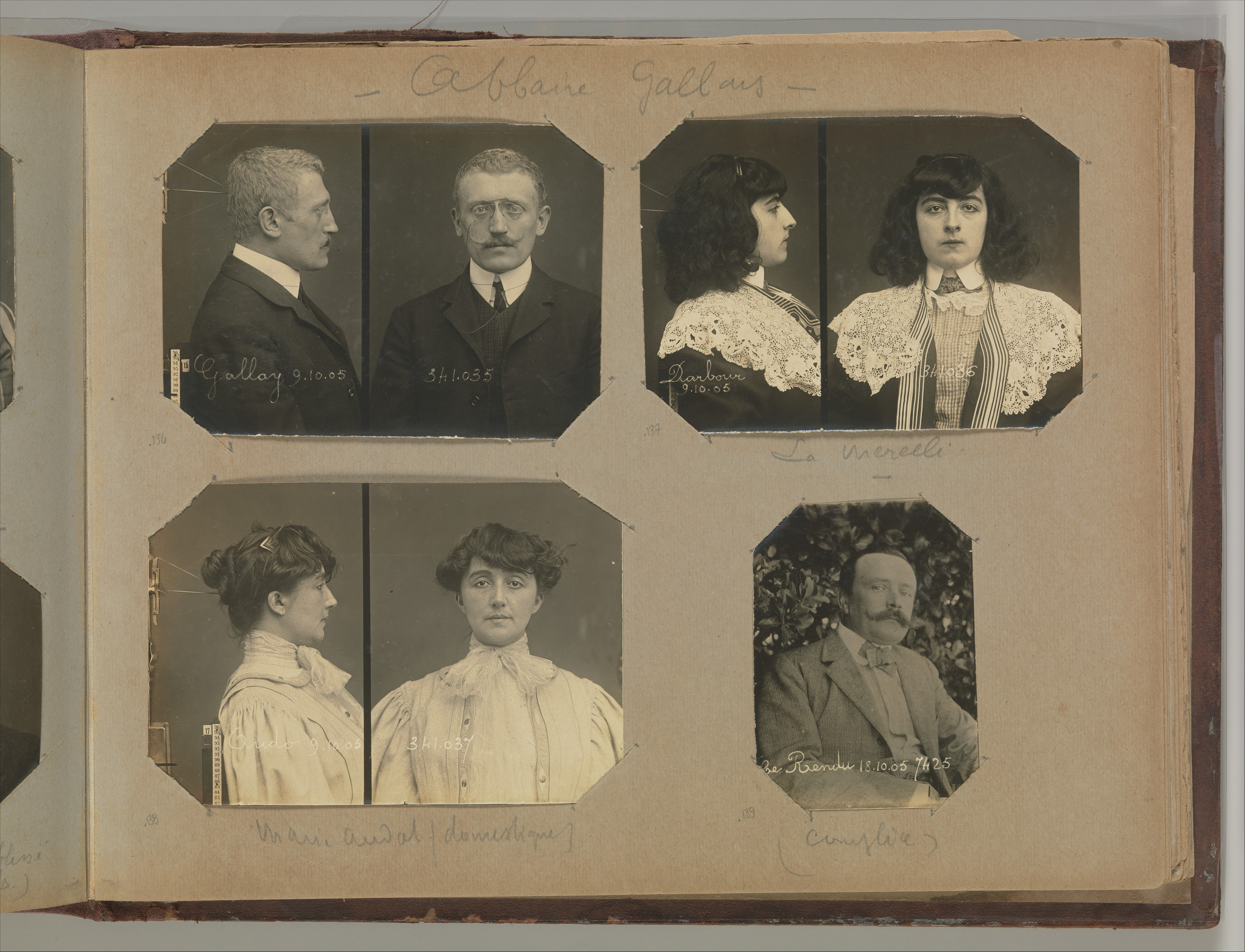
Album of Paris Crime Scenes